# Chloride Group

Chloride Group — британська компанія, один з провідних виробників Джерел безперебійного живлення і рішень для забезпечення енергопостачання. Штаб-квартира компанії розташована в Лондоні.

## Історія
Компанія була заснована в 1891 році, як виробник батарейок. Протягом своєї історії компанія мала такі назви як: Ajax, Exide, Dagenite, Kathanode, Shednought і Tudor.
У 1999 році компанія диверсифікувалася у виробництво джерел безперебійного живлення, на купивши «Oneac» в США, «BOAR SA» в Іспанії та «Hytek» в Австралії. У квітні 2000 року компанія придбала у компанії Siemens AG виробництво ДБЖ під маркою Masterguard. У 2001 році, вона купила компанію Continuous Power International. У 2005 році вона придбала британську компанію Harath Engineering Services, і через 2 роки, опанувала французькою компанією AST Electronique Services. У 2009 році, компанія анонсувала що вона придбала 90% акцій індійської компанії DB Power Electronics, яка теж розробляла джерела безперебійного живлення.
У вересні 2010 року компанія була придбана за 1,5 млрд доларів США транснаціональним холдингом Emerson Electric Company.
Основною продукцією компанії є:
- Джерела безперебійного живлення малої потужності (0,7-3 кВА)
- ДБЖ середньої потужності (5-10 ква)
- ДБЖ великої потужності (10-6400 кВА)
- Chloride Industrial Systems (випрямлячі, інвертори, замовні системи і продукти)